# Martin Hole
Martin Hole (Hol, 28 luglio 1959 – Hol, 20 febbraio 2024) è stato un fondista norvegese.

## Biografia
In Coppa del Mondo ottenne il primo risultato di rilievo il 12 febbraio 1983 a Sarajevo (9°) e l'unico podio l'8 marzo 1986 a Falun (3°).
In carriera prese parte a un'edizione dei Giochi olimpici invernali, Calgary 1988 (31° nella 30 km), e a due dei Campionati mondiali (11° nella 50 km a Oberstdorf 1987 il miglior risultato).

## Palmarès

### Coppa del Mondo
- Miglior piazzamento in classifica generale: 10º nel 1986
- 1 podio (individuale[2]):
  - 1 terzo posto